# Chihuahua (állam)
Chihuahua Mexikó legnagyobb szövetségi állama, területe 247 455 km², 2010-ben 3,4 millió lakosa volt.

## Földrajz
Nyugaton Sonora állam határolja, északon az Amerikai Egyesült Államok (Új-Mexikó és Texas), keleten Coahuila, délnyugaton Sinaloa, délen Durango. Legnagyobb városa nem a főváros, Chihuahua, hanem Ciudad Juárez, a Río Bravo del Norte partján, El Paso városával szemközt.
Az állam területének legnagyobb része egy sivatagszerű fennsík, amely nyugati irányban lejt. A Tarahumara-hegységben található az állam legfontosabb turistaattrakciója, a festői Barranca del Cobre („Réz-kanyon”). Az állam északi területét a Chihuahua-sivatag foglalja el, amely ezenkívül kiterjed a szomszédos Coahuila állam majdnem teljes területére, valamint az Egyesült Államok déli részére is.
Chihuahua legmagasabb pontja a 3300 m (más források szerint 3307 vagy 3303–3313 m) magas Cerro Mohinora.

## Népessége
Ahogy egész Mexikóban, a népesség növekedése Chihuahua államban is gyors, ezt szemlélteti az alábbi táblázat:
| Év   | Lakosság  |
| ---- | --------- |
| 1990 | 2 441 873 |
| 1995 | 2 793 537 |
| 2000 | 3 052 907 |
| 2005 | 3 241 444 |
| 2010 | 3 406 465 |

## Története

### Nevének eredete
A kutatók több véleményt is megfogalmaztak az állam nevének eredetére, legtöbben a tarahumara nyelvből származtatják, de a legvalószínűbb mégis Félix Ramos y Duarte 1889-ben közzétett magyarázata, miszerint a szó a navatl nyelvből ered és a xi, valamint a cuauhuacqui szavakból rövidült le, jelentése pedig „száraz, homokos hely”.

## Turizmus, látnivalók
- Paquimé, a világörökség részét képező régészeti lelőhely
- Cueva de la Olla, egy barlang, amelyben mintegy ezeréves építményeket találtak
- Basaseachi-vízesés, Mexikó legmagasabb állandó vízesése
- Cusárare-vízesés